# Hardwood
Hardwood (deutsch Laubholz) ist ein kanadischer Dokumentar-Kurzfilm vom Filmemacher Hubert Davis aus dem Jahr 2005, in dem dieser seinen Vater, dem früheren Harlem-Globetrotters-Basketballer Mel Davis, porträtiert und untersucht, wie dessen Entscheidungen sein Leben beeinflusst haben. Der Film wurde am 17. März 2005 auf dem Cleveland International Film Festival uraufgeführt.
Hardwood war bei der Oscarverleihung 2005 in der Kategorie Bester Dokumentar-Kurzfilm nominiert.

## Handlung
Hubert Davis interviewt seine Mutter, seinen Halbbruder, die neue Frau seines Vaters und Mel Davis selbst zu seiner Lebensgeschichte.
Mel Davis verliebte sich als Farbiger in den 1960er Jahren in die hellhäutige Mutter von Hubert Davis, Megan. Die interkulturelle Beziehung stand in hartem Kontrast zum Rassismus, der die Zeit in den USA prägte, weshalb an eine Heirat nicht zu denken war. Mel Davis heiratete schließlich die ebenfalls dunkelhäutige Mary Etta, mit der er Hubert Davis’ älteren Halbbruder Mawuli zeugte.

## Auszeichnungen
Es gab bei der Oscarverleihung 2005 in der Kategorie Bester Dokumentar-Kurzfilm eine Nominierung für Hardwood.
Im Jahr 2006 war Hardwood, nachdem es bei P.O.V auf PBS gezeigt worden war, für einen Emmy in der Kategorie Outstanding Cultural & Artistic Programming nominiert.